# Hubert Neuper
Hubert Neuper (Bad Aussee, 29 settembre 1960) è un ex saltatore con gli sci austriaco, vincitore della prima edizione della Coppa del Mondo di salto con gli sci nel 1980 e di due Tornei dei quattro trampolini.

## Biografia
Debuttò in campo internazionale in occasione della tappa del Torneo dei quattro trampolini di Oberstdorf del 30 dicembre 1977 (49°). In Coppa del Mondo esordì nella gara inaugurale del 27 dicembre 1979 a Cortina d'Ampezzo, ottenendo subito il primo podio (2°); colse la prima vittoria il 1º gennaio 1980 a Garmisch-Partenkirchen.
In carriera prese parte a un'edizione dei Giochi olimpici invernali, Lake Placid 1980 (6° nel trampolino normale, 2° nel trampolino lungo) e a una dei Campionati mondiali, vincendo una medaglia.

## Palmarès

### Olimpiadi
- 1 medaglia, valida anche ai fini iridati:
  - 1 argento (trampolino lungo a Lake Placid 1980)

### Mondiali
- 1 medaglia, oltre a quella conquistata in sede olimpica e valida anche ai fini iridati:
  - 1 argento (gara a squadre a Oslo 1982)

### Coppa del Mondo
- Vincitore della Coppa del Mondo nel 1980
- 22 podi (tutti individuali):
  - 8 vittorie
  - 8 secondi posti
  - 6 terzi posti

#### Coppa del Mondo - vittorie
| Data             | Località               | Nazione        | Trampolino                |
| ---------------- | ---------------------- | -------------- | ------------------------- |
| 1º gennaio 1980  | Garmisch-Partenkirchen | Germania Ovest | Große Olympiaschanze K107 |
| 4 gennaio 1980   | Innsbruck              | Austria        | Bergisel K106             |
| 22 marzo 1980    | Planica                | Jugoslavia     | Bloudkova velikanka K117  |
| 30 dicembre 1980 | Oberstdorf             | Germania Ovest | Schattenberg K115         |
| 21 gennaio 1981  | Sankt Moritz           | Svizzera       | Olympiaschanze K94        |
| 6 gennaio 1982   | Bischofshofen          | Austria        | Paul Ausserleitner K106   |
| 13 marzo 1982    | Tauplitz               | Austria        | Kulm K165                 |
| 14 marzo 1982    | Tauplitz               | Austria        | Kulm K165                 |

#### Torneo dei quattro trampolini
- Vincitore del Torneo dei quattro trampolini nel 1980 e nel 1981
- 7 podi di tappa[2]:
  - 4 vittorie
  - 3 secondi posti

### Campionati austriaci
- 6 medaglie[3]:
  - 2 ori (90 m nel 1980; 70 m nel 1983)
  - 2 argenti (90 m nel 1981; LH nel 1983)
  - 2 bronzi (70 m nel 1981; 90 m nel 1984)